# وفادارترین اپوزیسیون اعلی‌حضرت (بریتانیا)
وفادارترین اپوزیسیون اعلی‌حضرت یا اپوزیسیون رسمی, در بریتانیا از سوی رهبر اپوزیسیون رهبری می‌شود. این اپوزیسیون معمولاً دومین حزب از دارای بیشترین کرسیها در مجلس عوام بریتانیا است، زیرا حزب دارای بیشترین کرسی اعلی‌حضرت را تشکیل می‌دهد. از زمان انتخابات ۲۰۱۰، حزب کارگر اپوزیسیون رسمی بوده‌است. از نوامبر ۲۰۲۴، اپوزیسیون رسمی حزب محافظه کار به رهبری رهبر حزب کمی بیدناک است.